# Statue du Tibre avec Romulus et Rémus
La Statue du Tibre avec Romulus et Rémus est une grande statue de la Rome antique exposée au musée du Louvre. C'est une allégorie du fleuve le Tibre qui arrose la ville de Rome.

## Description
Source : .

Le Tibre est représenté sous les traits d'un homme d'âge mûr, barbu et à demi couché, selon le schéma de représentation typique des dieux-fleuve.
Il tient les attributs signifiant les bienfaits qu'il prodigue à Rome :
- Dans sa main gauche, une rame évoque la navigation ;
- Dans sa main droite, la corne d'abondance rappelle les vertus nourricières du fleuve.

Au pied de la statue est couchée la louve allaitant Romulus et Rémus, les jumeaux qui avaient été abandonnés dans le Tibre et qui ont été à l'origine de la fondation mythique de Rome.
La base de la statue est décorée de reliefs figurant une scène de pâturage, une autre de batellerie et enfin une dernière relative au mythe d'Énée.
Ses dimensions sont les suivantes :  largeur : 3,17 m ; hauteur : 1,65 m ; profondeur : 1,31 m.
Elle est en marbre du mont Pentélique près d'Athènes en Grèce.

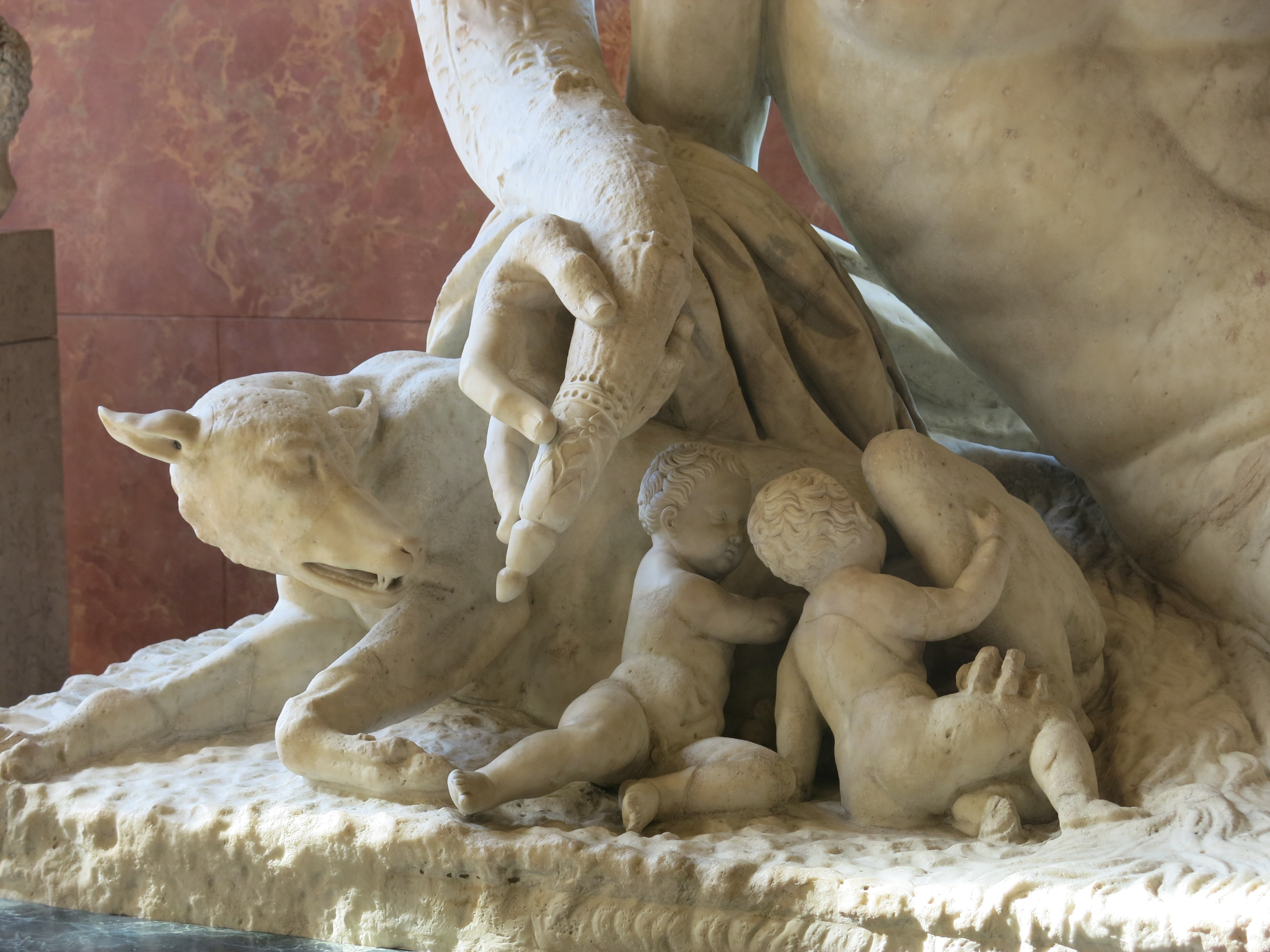
Romulus et Rémus au pied de la statue.
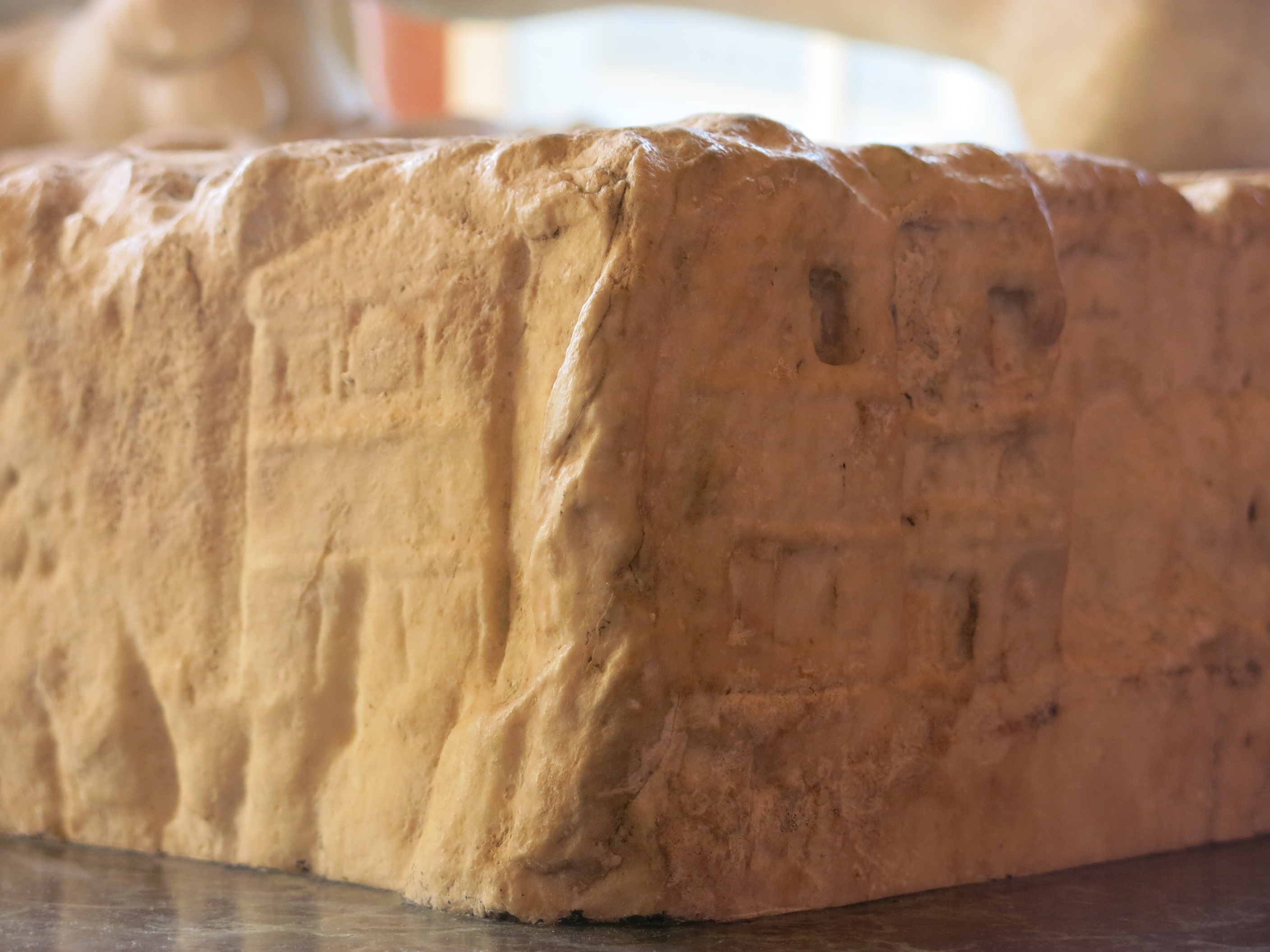
Maison de Troie vaincu par les grecs et que fuit Énée avant d'aller fonder Rome.

## Localisation
La statue a été découverte en 1512 à Rome à l'emplacement du temple d'Isis (ou temple d'Isis et de Sérapis) à proximité de l'actuelle basilique Santa Maria sopra Minerva.
La statue décorait sans doute une fontaine placée le long de l'allée menant au sanctuaire. Elle faisait miroir à une statue du Nil (aujourd'hui conservée au Vatican) où Romulus et Rémus ont été remplacés par une foule d'enfants représentant des pygmées.

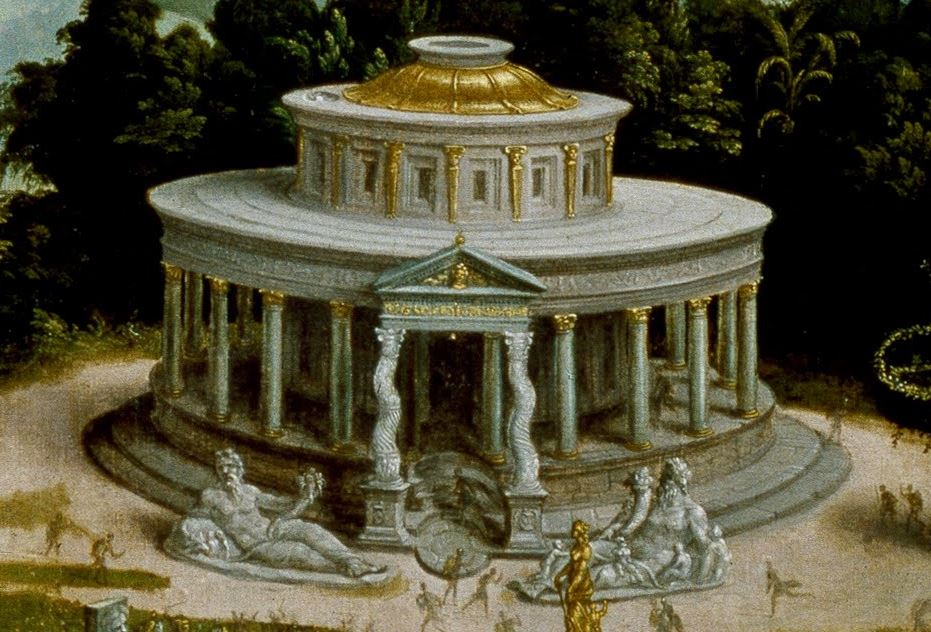
Reconstitution par M. van Heemskerck du temple d'Isis précédé des statues du Tibre et du Nil.
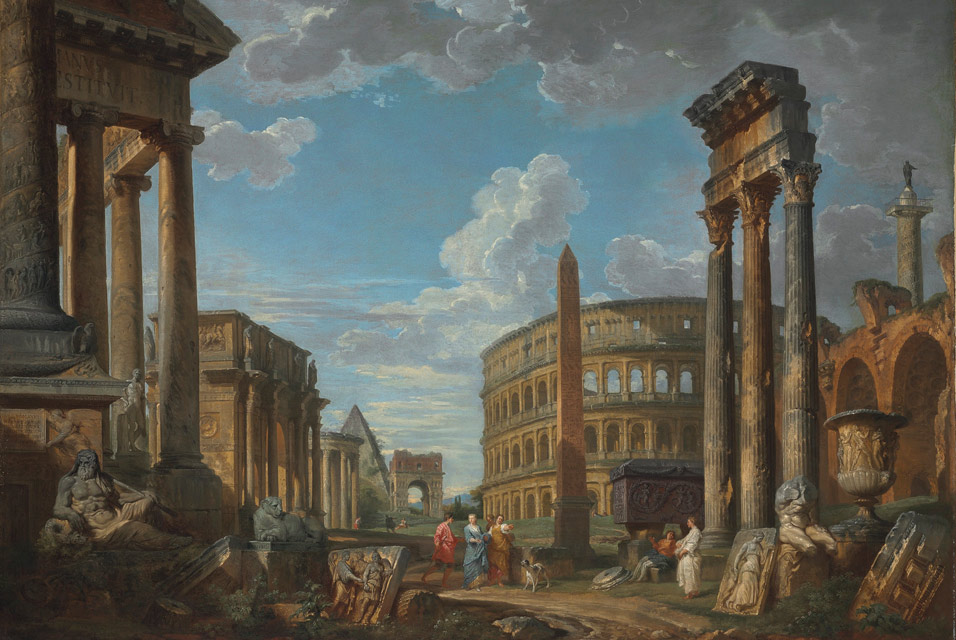
Peinture vers 1730 avec la statue dans les ruines romaines.

## Historique
Après leur découverte, les deux statues sont conservées dans les collections papales. À la suite du traité de Tolentino de 1797 entre la république française et les états pontificaux, les deux statues sont transférées au Louvre où leur présence est attestée en 1811. En 1815, après la défaite de Napoléon, la statue du Nil est restituée au Vatican. Mais celle du Tibre est offerte par le pape Pie VII à Louis XVIII et reste au Louvre.
L'image de la statue du Tibre a été largement diffusée et a fait l'objet de nombreuses copies en marbre ou en bronze. Elle a été copiée à Rome par Pierre Bourdy entre 1686 et 1690, pendant son séjour à l'Académie de France à Rome. Elle est placée dans le jardin des Tuileries.

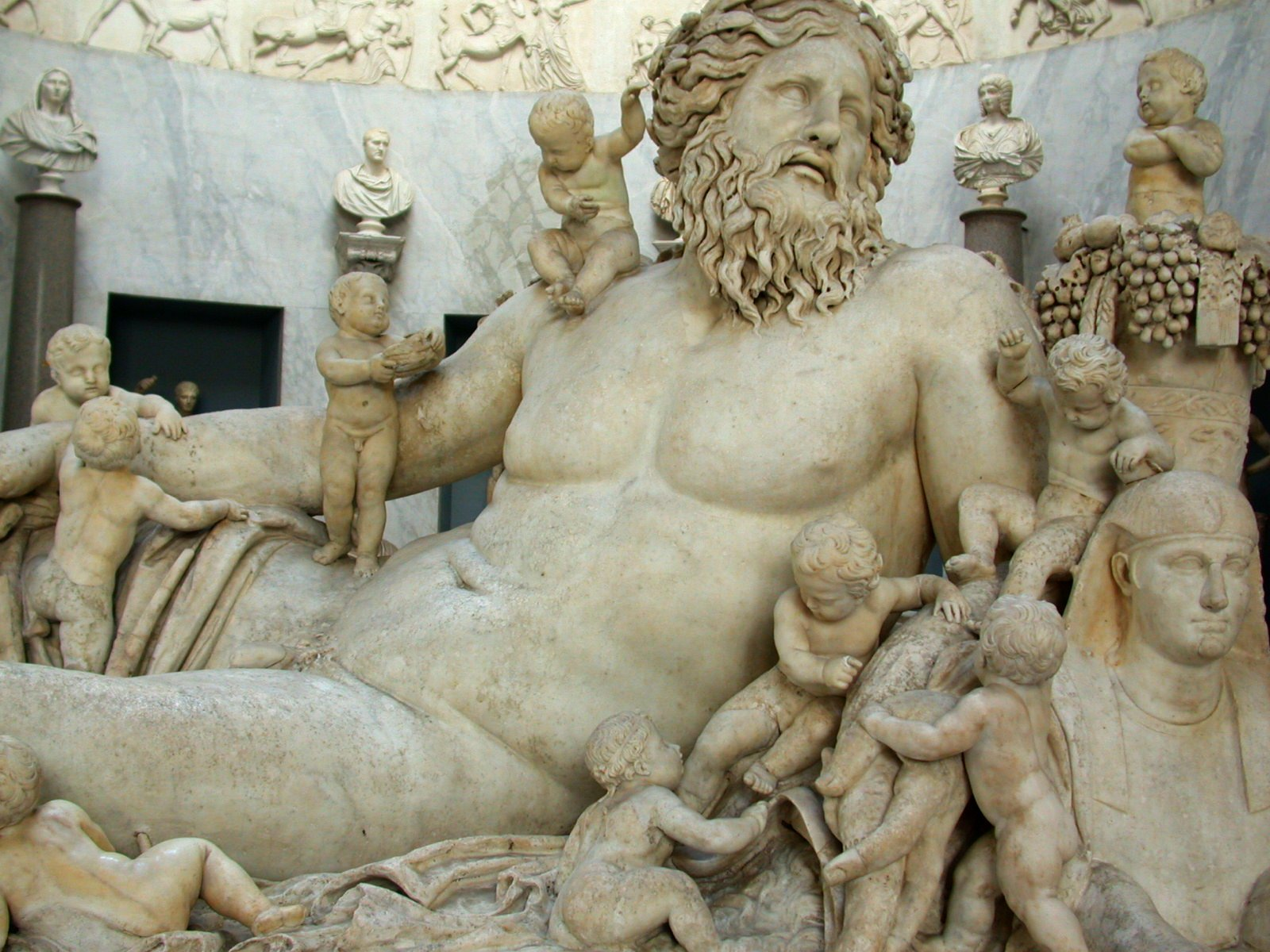
La statue du Nil.
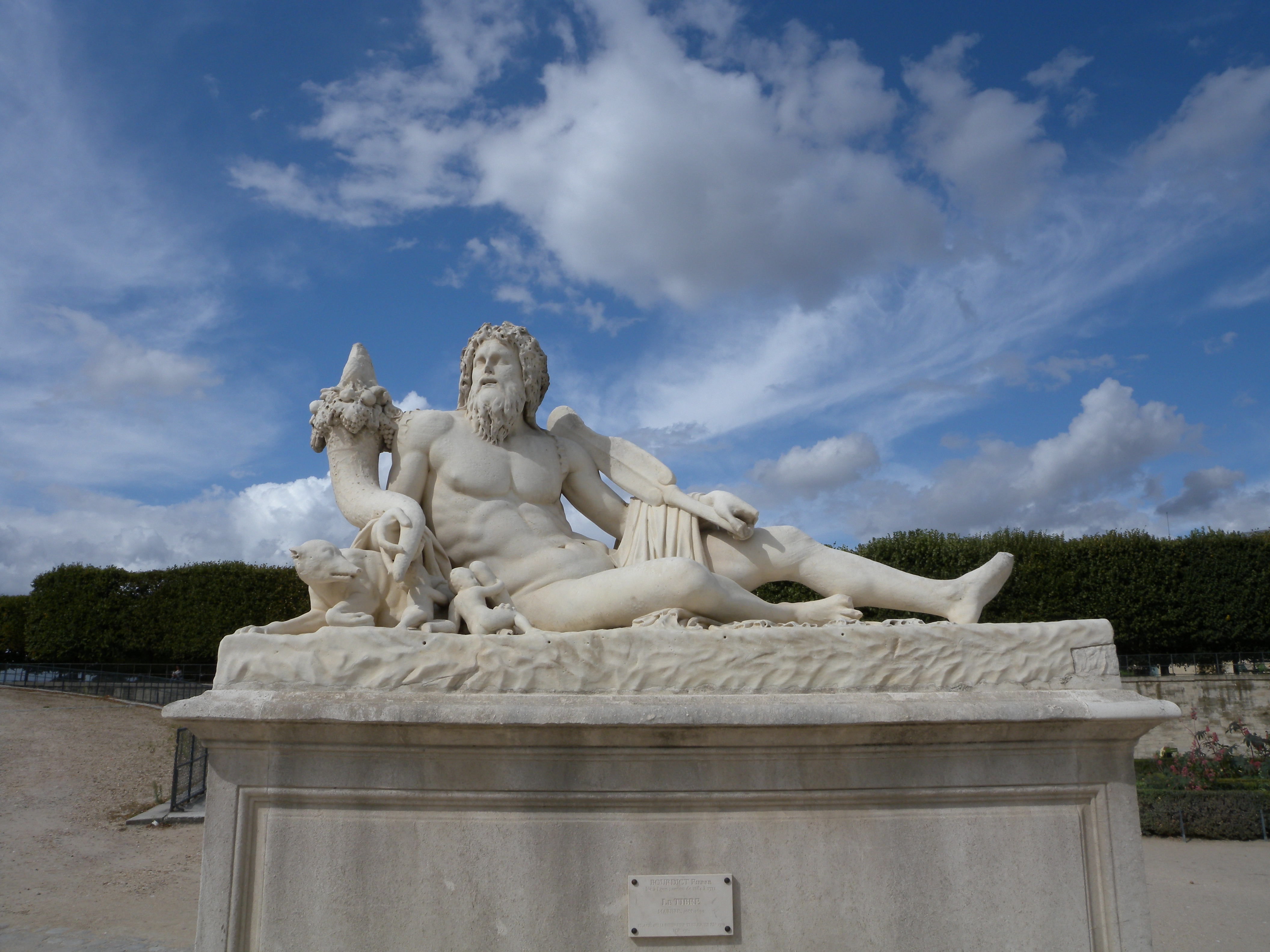
Le Tibre par Pierre Bourdy ou Bourdict, dans le jardin des Tuileries.
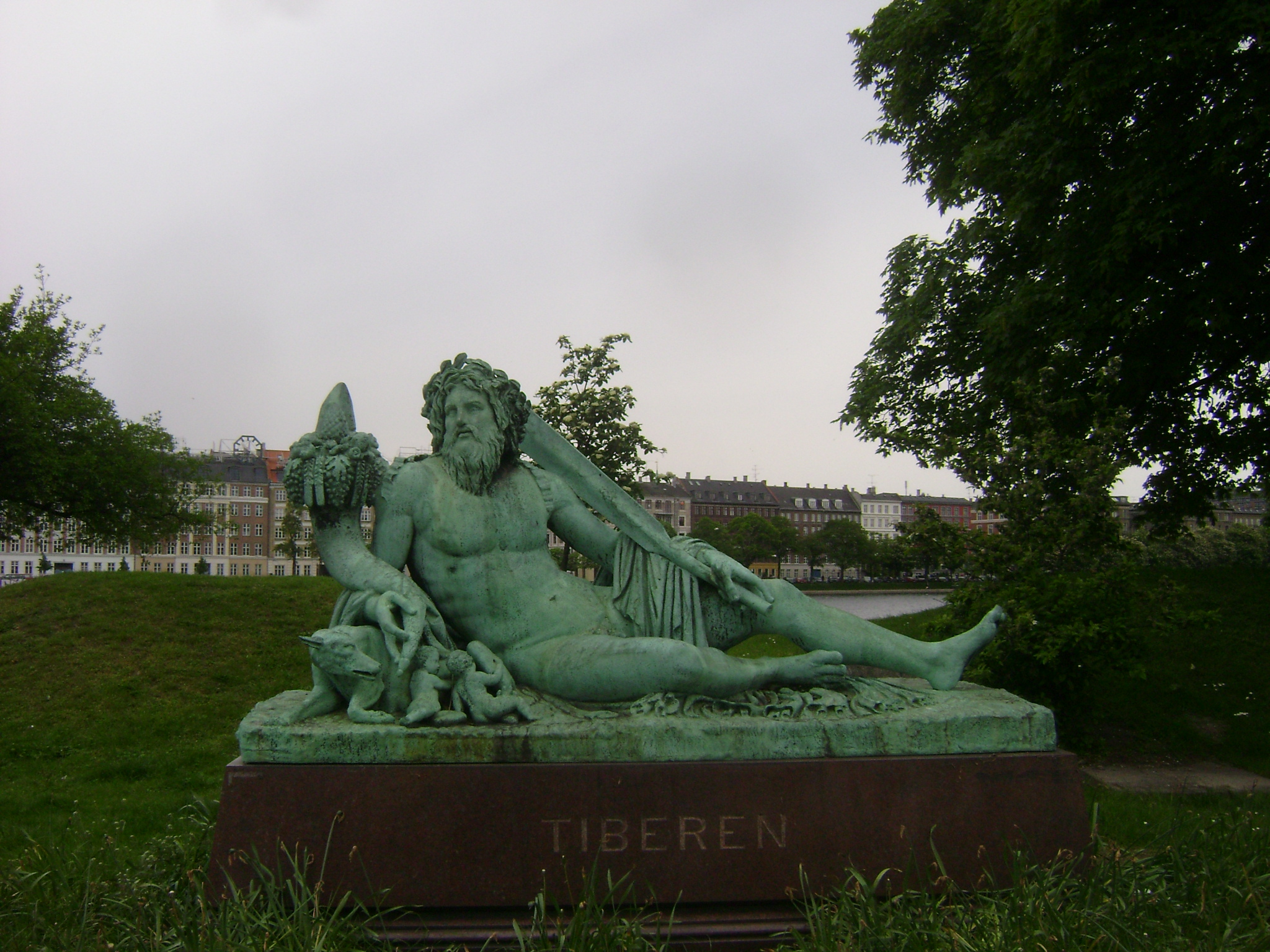
Réplique de la statue à Copenhague.

## Datation
La datation de la sculpture est incertaine. Elle a probablement été installée après l'incendie du temple d'Isis en 80 ap. J.-C. Mais elle pourrait être de l'époque d'Hadrien plus tardive (117-138 ap. J.-C.).